# Ashlee + Evan (phim truyền hình)
Ashlee + Evan là một loạt phim truyền hình thực tế của Mỹ trên kênh E!. Phim có sự tham gia của Ashlee Simpson và Evan Ross.

## Công chiếu
Ashlee + Evan theo chân Ashlee Simpson và Evan Ross, con trai của Diana Ross, khi họ cố gắng cân bằng cuộc sống của mình với tư cách là con trai của một siêu sao & người dẫn chương trình Lipsync Battle. Ngoài ra chương trình còn khắc họa những áp lực của họ khi phải sóng dưới bóng của dòng họ nổi tiếng.

## Diễn viên
- Ashlee Simpson [1]
- Evan Ross

## Các tập phim
| TT. | Tiêu đề         | Ngày phát hành gốc   | Người xem tại U.S. (triệu) |
| --- | --------------- | -------------------- | -------------------------- |
| 1   | "Welcome Home"  | 9 tháng 9 năm 2018   | 0.47                       |
| 2   | "She’s Back"    | 16 tháng 9 năm 2018  | 0.34                       |
| 3   | "Facing Fears"  | 23 tháng 9 năm 2018  | 0.54                       |
| 4   | "Friendly Fire" | 30 tháng 9 năm 2018  | 0.45                       |
| 5   | "Mom Guilt"     | 7 tháng 10 năm 2018  | 0.43                       |
| 6   | "I Do"          | 14 tháng 10 năm 2018 | 0.43                       |